# Larga (Sărmașu), Mureș
Larga este o localitate componentă a orașului Sărmașu din județul Mureș, Transilvania, România.

## Date generale
Larga este un sat-cătun, așezat pe valea Ciciana Mare, legat prin drum comunal de șoseaua Luduș – Sărmașu, în zona de interfluviu dintre Pârâul de Câmpie și Pârâul Șesu. În anul 1966 avea 157 locuitori. După datele recensământului din 2002, Larga se compune din 27 gospodării, cu 72 locuitori.